# Collingwood (Ontário)
Collingwood é uma cidade no Condado de Simcoe, Ontário, Canadá. Situa-se na baía de Nottawasaga no ponto sul da baía Georgian.